# Nowy kolor
Nowy kolor (stylizowany zapis NOWY KOL®) – drugi album studyjny polskiego rapera Otsochodzi. Wydawnictwo ukazało się 24 listopada 2017 roku nakładem wytwórni muzycznej Asfalt Records.
Album dotarł do 7 miejsca OLIS-u. W lutym 2023 uzyskał certyfikat złotej płyty za sprzedaż ponad 15 000 egzemplarzy.

## Lista utworów
Źródło:
1. „Folder”
2. „Tel3f0ny”
3. „Nienawidzą” (gośc. Włodi)
4. „PLS (Design)”
5. „R.J.”
6. „AHA” (gośc. Pezet)
7. „Nie, nie”
8. „Zielona Herbata (Wprowadzenie)”
9. „Bez '00”
10. „SumieNIE” (gośc. Holak, O.S.T.R., Taco Hemingway)
11. „Szary uśmiech”
12. „Benjamin (Super Supreme Pizza)”
13. „Stop”
14. „Nowy kolor” (gośc. Taco Hemingway)
15. „Jeżeli”